# Dona Anja
Dona Anja é um romance do escritor brasileiro Josué Guimarães, publicado em 1978. Esta obra surgiu numa conversa do casal Josué e Nydia Guimarães numa viagem de carro a Montevideu.

## Enredo
O livro é narrado em estilo de folhetim. Dona Anja é uma cafetina que junto com as suas "meninas", o prefeito, o delegado e demais personalidades de uma pequena cidade do interior, discutem os problemas do país. Naquela exata noite do dia 3 de dezembro de 1977, pelo rádio, eles escutam a votação no Congresso que aprovou o divórcio no Brasil.